# Lübeckbukten

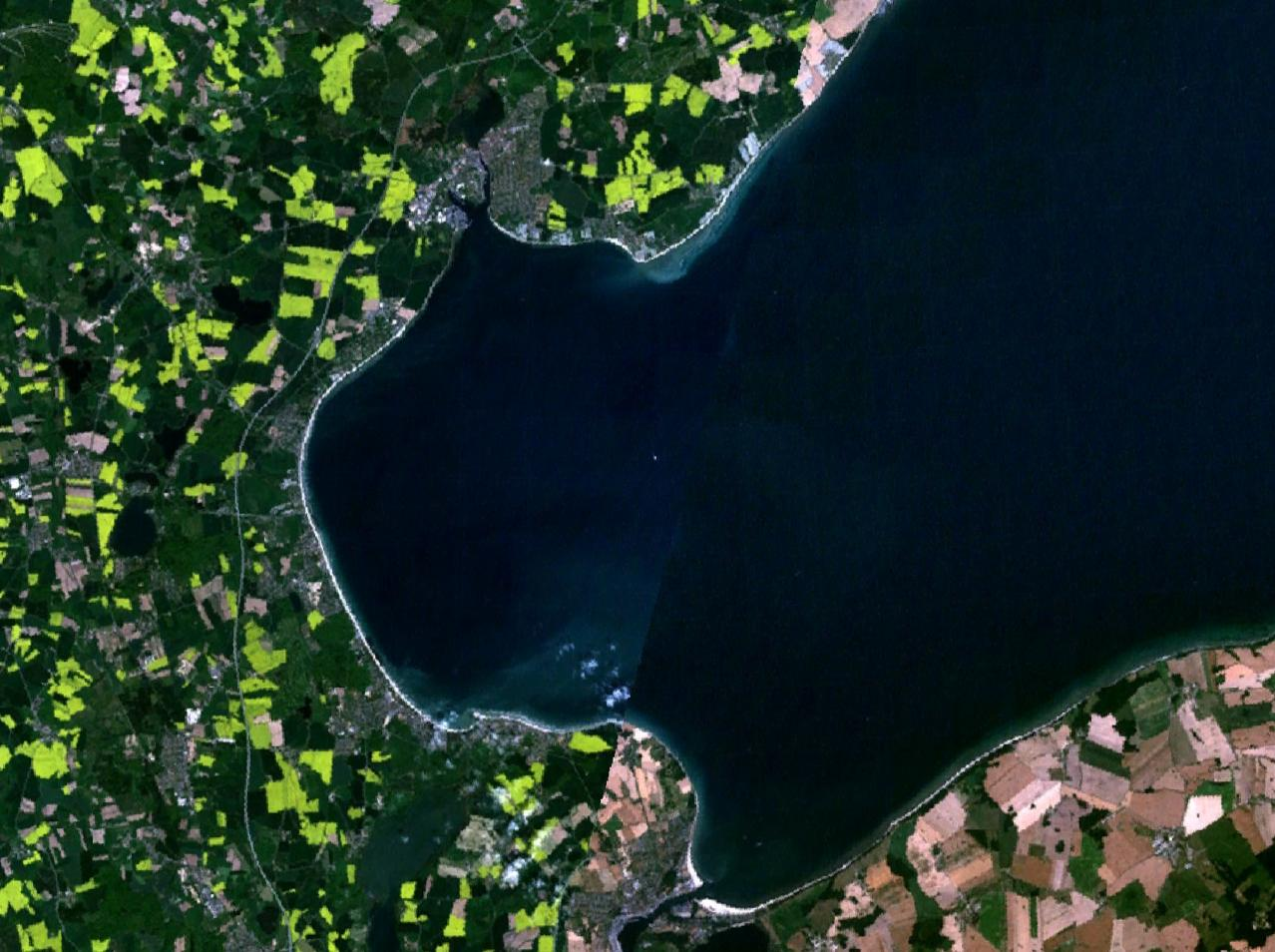
Lübeckbuktens inre del från satellit.

Lübeckbukten (på tyska Lübecker Bucht) är en havsbukt i sydvästra Östersjön, belägen mellan Schleswig-Holstein och Mecklenburg-Vorpommern. Bukten hör i sin helhet till Förbundsrepubliken Tyskland och är en del av Mecklenburgbukten. Medeldjupet är cirka 10 meter.

## Beskrivning
Längs inne i bukten mynnar floden Trave och här återfinns staden Travemünde med cirka 13.500 invånare. Travemünde har  färjeförbindelser till Norge, Sverige, Finland, Baltikum och Ryssland.  På västsidan av Lübeckbukten ligger hamnstaden Neustadt in Holstein med cirka 17.000 invånare samt en rad badorter, bland dem Grossenbrode, Kellenhusen, Grömitz, Dahme och Scharbeutz. På östsidan märks badorten Boltenhagen. På Lübeckbukten arrangeras årligen seglarregattan "Travemünder Woche" som räknas till en av världens största evenemang av sitt slag.

## Den "våta" gränsen
Fram till hösten 1989 gick den inomtyska gränsen mitt i Lübeckbukten. Gränsen kallades den "våta" eller "osynliga" gränsen. Många DDR-medborgare försökte fly via bukten till väst eftersom avståndet på det smalaste stället bara knappt är 24 kilometer.  Dahmeshöveds fyr på västra sidan av bukten nyttjades av DDR-flyktingar som viktig orienteringspunkt.
Den sista lyckade flykten över Lübeckbukten skedde mellan den 2 till 3 september 1989, då en DDR-medborgare efter 19 timmars simtur räddades i sista stund av besättningen på TT-Lines färja Peter Pan. Han simmade 38 kilometer och vattnet höll 15°C.

## Bilder
- Panorama över Lübeckbukten.

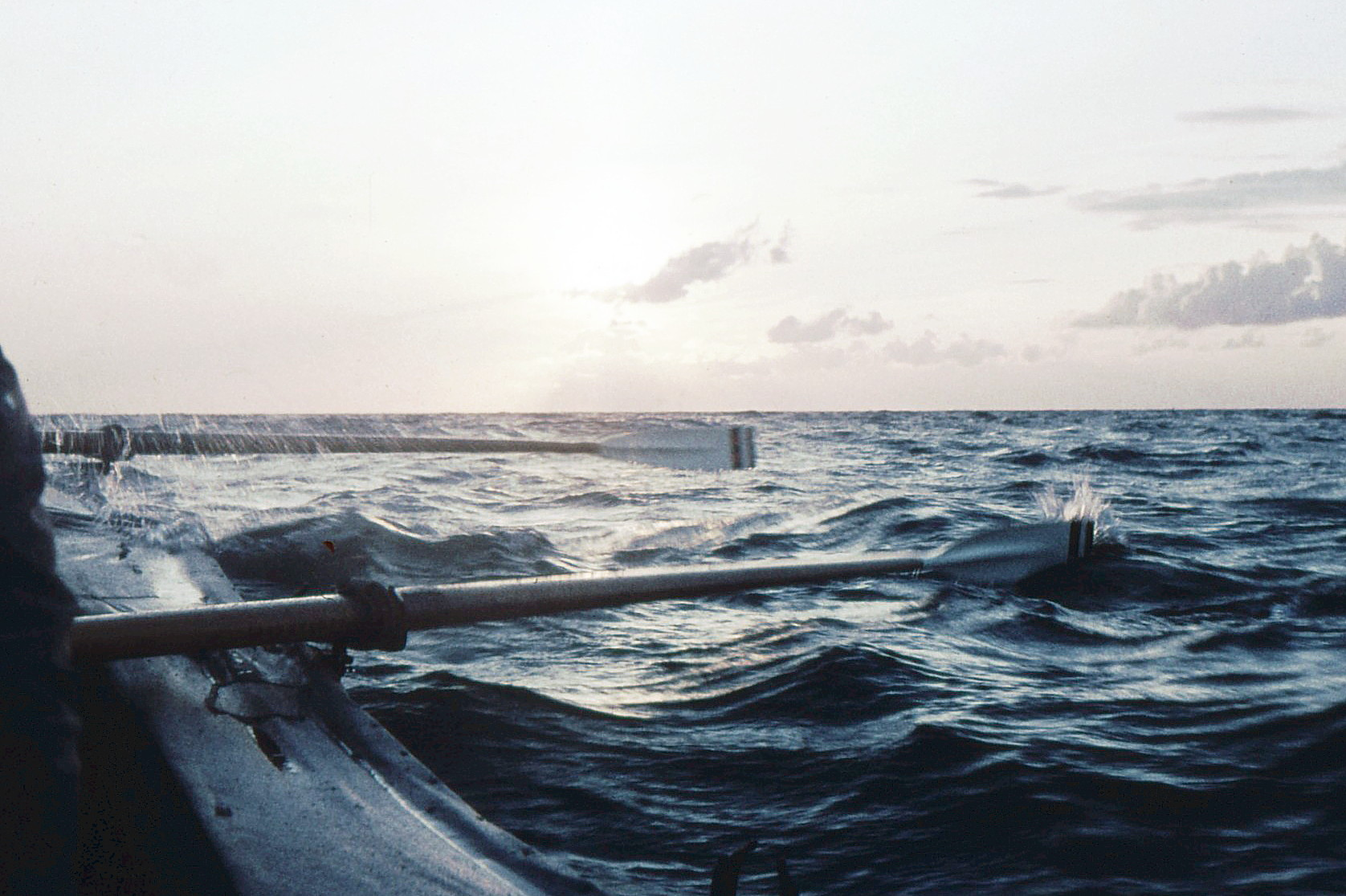
Med roddbåt över Lübeckbukten 1961.
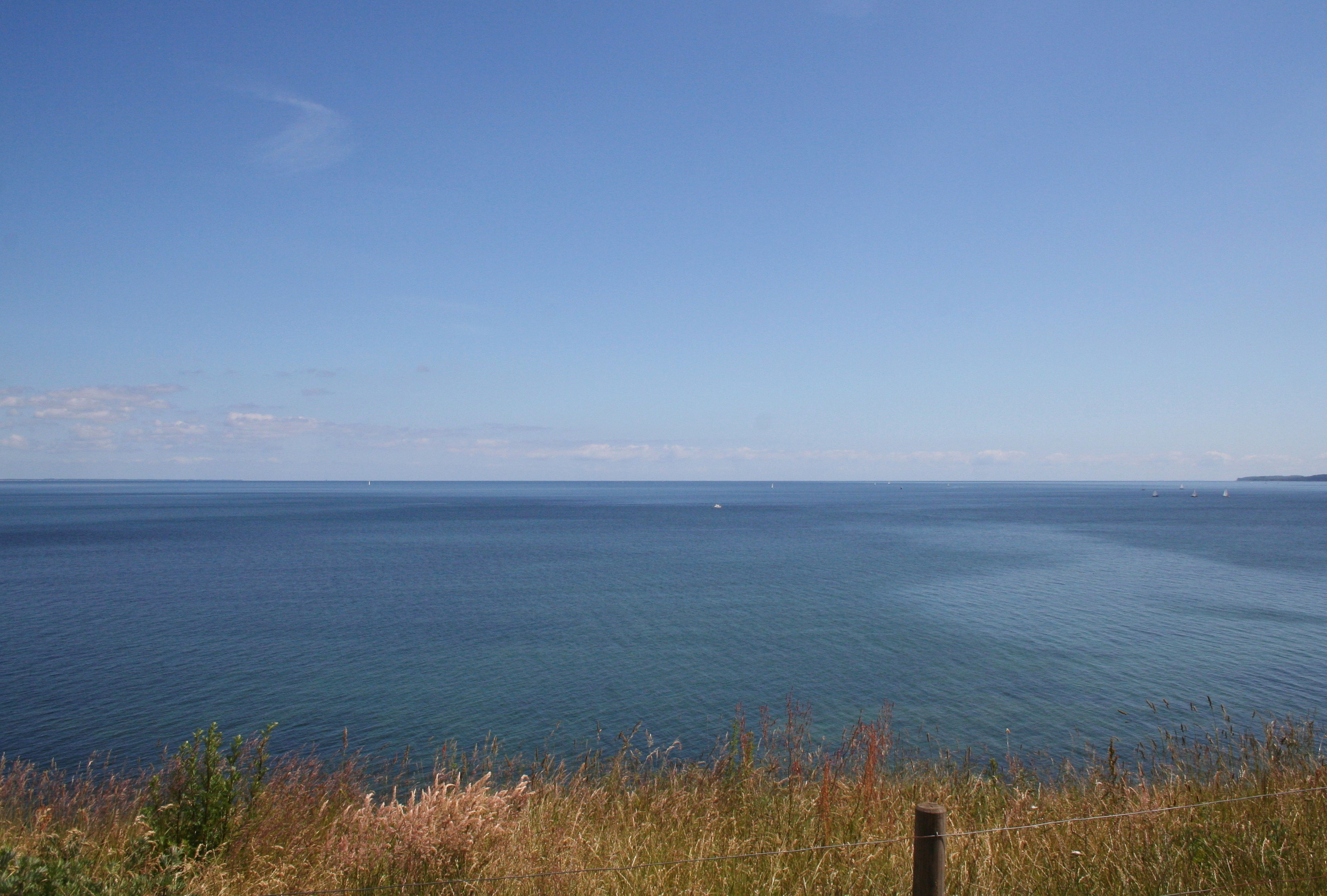
Lübeckbukten i närheten av Travemünde, 2009.
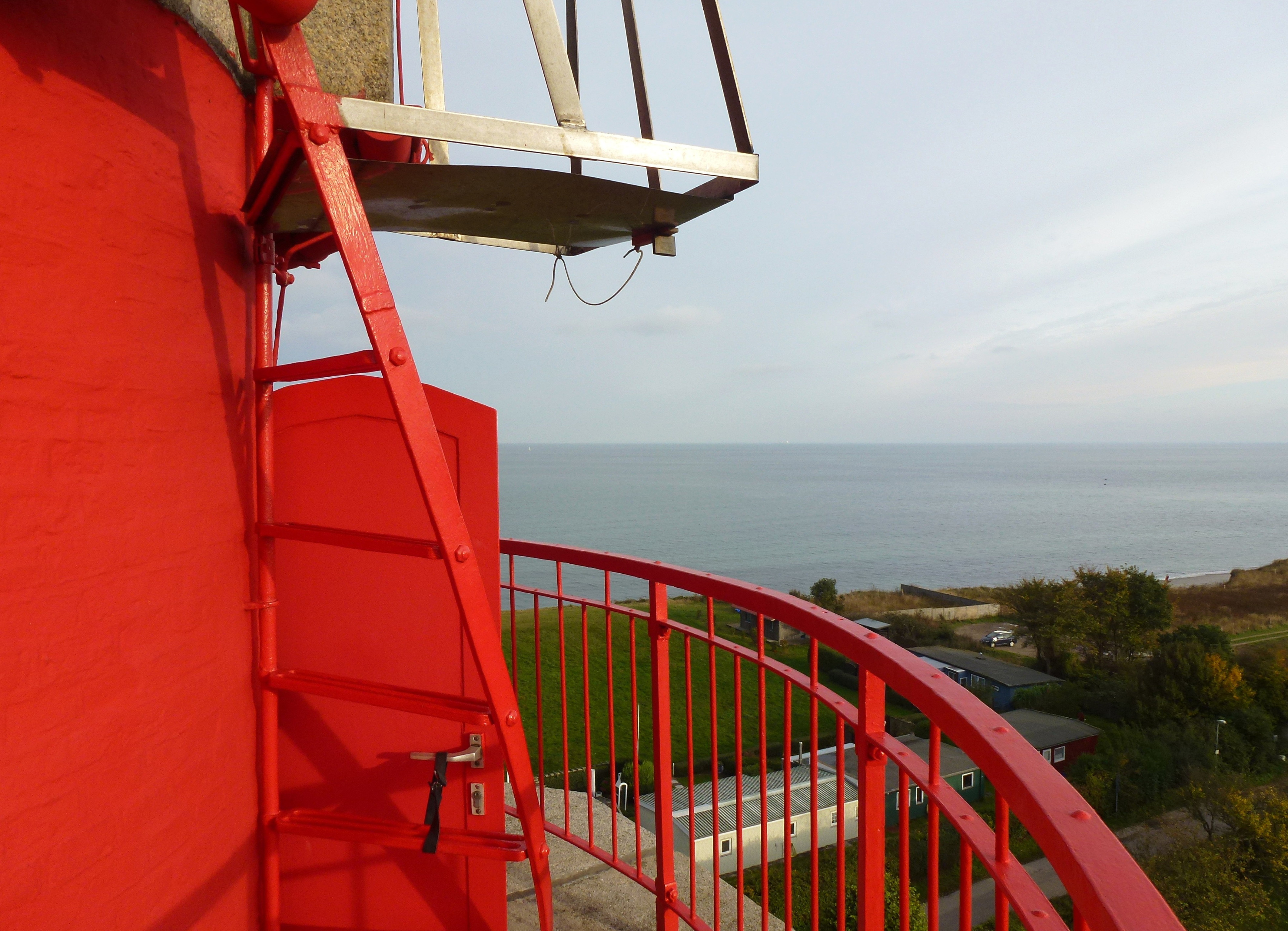
Lübeckbukten sedd från Dahmeshöveds fyr, 2013.